# 기원전 8세기
기원전 8세기는 기원전 800년부터 기원전 701년까지를 말한다.

## 주요 사건
- 기원전 776년 - 처음으로 고대 올림픽이 개최되었다.
- 기원전 771년 - 중국의 주가 수도를 옮기다. (동주의 시작)
- 기원전 770년 - 중국, 춘추시대 시작
- 기원전 753년 - 로마가 세워지다.
- 기원전 745년 - 수라세나 왕국이 세워지다.
- 기원전 735년 - 카르타고가 세워지다.

## 주요 인물
- 로물루스
- 레무스

## 년대와 년도
| 기원전 800년대 | 전809 | 전808 | 전807 | 전806 | 전805 | 전804 | 전803 | 전802 | 전801 | 전800 |
| 기원전 790년대 | 전799 | 전798 | 전797 | 전796 | 전795 | 전794 | 전793 | 전792 | 전791 | 전790 |
| 기원전 780년대 | 전789 | 전788 | 전787 | 전786 | 전785 | 전784 | 전783 | 전782 | 전781 | 전780 |
| 기원전 770년대 | 전779 | 전778 | 전777 | 전776 | 전775 | 전774 | 전773 | 전772 | 전771 | 전770 |
| 기원전 760년대 | 전769 | 전768 | 전767 | 전766 | 전765 | 전764 | 전763 | 전762 | 전761 | 전760 |
| 기원전 750년대 | 전759 | 전758 | 전757 | 전756 | 전755 | 전754 | 전753 | 전752 | 전751 | 전750 |
| 기원전 740년대 | 전749 | 전748 | 전747 | 전746 | 전745 | 전744 | 전743 | 전742 | 전741 | 전740 |
| 기원전 730년대 | 전739 | 전738 | 전737 | 전736 | 전735 | 전734 | 전733 | 전732 | 전731 | 전730 |
| 기원전 720년대 | 전729 | 전728 | 전727 | 전726 | 전725 | 전724 | 전723 | 전722 | 전721 | 전720 |
| 기원전 710년대 | 전719 | 전718 | 전717 | 전716 | 전715 | 전714 | 전713 | 전712 | 전711 | 전710 |
| 기원전 700년대 | 전709 | 전708 | 전707 | 전706 | 전705 | 전704 | 전703 | 전702 | 전701 | 전700 |
| 기원전 690년대 | 전699 | 전698 | 전697 | 전696 | 전695 | 전694 | 전693 | 전692 | 전691 | 전690 |